# Miguel Ángel Asturias
Miguel Ángel Asturias Rosales (Cidade da Guatemala, 19 de outubro de 1899 — Madrid, 9 de junho de 1974) foi um escritor e diplomata guatemalteco.
Em 1965 foi-lhe atribuído o Prêmio Lenin da Paz e em 1967 o Nobel de Literatura.

## Biografia e obra
Para o compositor José Castañeda escreve dois libretos das óperas: Emulo Lipolidón e Imágenes de Nacimiento.
Hombres de maíz (Homens de Milho - 1949) é reconhecida por muitos como sua obra-prima. Novela típica do realismo mágico, nela o autor mistura a linguagem e ritmo de sua prosa aos do povo que retrata, suas crenças fantásticas, suas antigas maneiras e costumes.
Permaneceu em temas semelhantes nas suas obras seguintes, como nas polêmicas novelas chamadas "A Trilogia da República da Banana" ("La trilogía de la república de la banana"), composta por: Viento fuerte (1950), El Papa verde (1954) e Los ojos de los enterrados (1960).
Seu teatro é menos conhecido, mas vem repleto de inconformismo e crítica social, como em Chantaje e Dique seco, ambas de 1964.
Faleceu em 1974.  Está enterrado no cemitério de Père Lachaise em Paris.

## Obras
- Arquitectura de la vida nueva (1928)
- Lendas da Guatemala - no original Leyendas de Guatemala (1930)
- Sonetos (1936)
- O Senhor Presidente - no original El señor Presidente (1946)
- Hombres de maíz (1949)
- The Banana Trilogy
  - Viento fuerte (1950)
  - El papa verde (1954)
  - Los ojos de los enterrados (1960)
- Carta Aérea a mis amigos de América (1952)
- Week-end en Guatemala (1956)
- El alhajadito (1961)
- Mulata de tal (1963)
- Rumania, su nueva imagen (1964)
- Latinoamérica y otros ensayos (1968)
- Maladrón (1969)
- Viernes de Dolores (1972)
- América, fábula de fábulas (1972)
- Sociología guatemalteco (1977)
- Tres de cuatro soles (1977)